# 木幡竜
木幡 竜（こはた りゅう、1976年9月12日 - ）は、日本の俳優。神奈川県横浜市出身。中央大学卒業。身長175cm、ハピネットファントム・スタジオ所属（業務提携：トライストーン・エンタテイメント）。
主に中国を拠点に映画、テレビドラマなどで活躍する。

## 来歴・人物
横浜高校ボクシング部時代にインターハイで3位になり、当初はシドニー五輪代表を目指していたが、プロに転向し大橋ボクシングジムに所属。プロでの戦績は2戦負け無し。広告代理店で2年働いた後、2004年に俳優活動を開始。2008年末に陸川（ルー・チュアン）監督の『南京!南京!』で中国映画デビューを果たす。これがきっかけとなり中国映画で主に活躍する。
日中を繋ぐ映画俳優として活躍中。
趣味は読書、運動。特技は殺陣、乗馬、ボクシング、中国語、英語。
別名はコハタ リュウ。

## 出演

### 中国映画
- 「南京!南京!」[2]（原題：南京!南京!）（2009年4月22日）- 伊田修役、監督：ルー・チュアン
- 「東雨風」（2010年）- 矢野慎一役、監督：柳雲龍
- 「レジェンド・オブ・フィスト 怒りの鉄拳」[3]（原題：精武風雲・陳真）（2010年9月21日）- 力石猛役、監督：アンドリュー・ラウ
- 「ドラゴン・フォー 秘密の特殊捜査官/隠密」（原題：四大名捕）（2011年）- 岑冲役（中国人）、監督：ゴードン・チャン
- 「親愛」（2011年）（大阪国際映画祭グランプリ受賞）
- 「温故 1942」（2012年） - 監督：フォン・シャオガン
- 「一分間だけ」（原題：只要一分鐘）（2013年）
- 「エンジェル・ウォーリアーズ」（原題：鉄血嬌娃）（2013年）- 黒龍役、監督：フー・ホアヤン
- 「歡喜密探」（2016年）- 監督：包贝尔
- 「青禾男高」（2017年）- 監督：蒋卓原 出演：林遣都、黒木メイサほか
- 「戦神 ゴッド・オブ・ウォー」（原題：蕩寇風雲、英題：God of war）（2017年5月27日）- 木幡役、監督：ゴードン・チャン
- 「ワイルドグラス」（原題：蕎麥瘋長、英題：Wild grass）（2018年）- 監督：徐展雄

### 日本映画
- 「ゴジラ FINAL WARS」（2004年12月4日公開、東宝）- 監督：北村龍平
- 「春の居場所」（2006年2月11日公開）- 監督：秋原正俊
- 「デスノート」（2006年6月17日公開）- 監督：金子修介
- 「陰日向に咲く」（2008年1月26日公開）- 監督：平川雄一朗
- 「GOEMON」（2009年5月1日公開） - 監督：紀里谷和明
- 「サムライマラソン」（2019年2月22日公開）- 隼役、監督：バーナード・ローズ
- 「無頼」（2020年12月12日公開）- 監督：井筒和幸
- 「太陽は動かない」（2021年3月5日公開） - 監督：羽住英一郎
- 「生きててよかった」[4]（2022年5月13日公開、ファントム・フィルム）- 主演、楠木創太役、監督：鈴木太一
- 「宝島」[5]（2025年9月19日公開予定） - ダニー岸 役、監督：大友啓史

### 中国ドラマ
- 「笑傲江湖 レジェンド・オブ・スウォーズマン」（2018年）

### 日本ドラマ
- 「爆竜戦隊アバレンジャー」（2003年、テレビ朝日）
- 「シバトラ〜童顔刑事・柴田竹虎〜」（2008年、フジテレビ）
- 「連続ドラマW 太陽は動かない ‐THE ECLIPSE‐」（2020年5月24日 - 、WOWOW）
- 「アバランチ」[2]第6話 - 第終話（2021年11月22日 - 12月20日、関西テレビ）貝原隆史 役
- 「にがくてあまい」（2023年4月20日 - 6月22日、東海テレビ） - ヤッさん 役[6]

### 配信ドラマ
- 「深夜食堂-Tokyo Stories-(第5部)」（2019年10月31日 - 、Netflix）
- 「トリプルミッション!!!女優たちの夢、ドラマにしました」ムショラジ編 （2020年3月20日 - 、ひかりTV オリジナル配信ドラマ）